# اس‌اس وکسفورد
اس‌اس وکسفورد (به انگلیسی: SS Wexford) یک کشتی بود که طول آن ۲۵۰ فوت (۷۶ متر) بود. این کشتی در سال ۱۸۸۳ ساخته شد.